# Государственный каталог географических названий
Государственный каталог географических названий (сокр. (А)ГКГН, А — автоматизированный) — федеральная информационная система Росреестра, содержащая названия почти миллиона географических объектов на территории России, её континентального шельфа и исключительной экономической зоны Российской Федерации, а также наименования географических объектов, открытых или выделенных российскими исследователями в пределах открытого моря и Антарктики.
Работы по созданию и ведению Государственного каталога географических названий по поручению Росреестра начал осуществлять Центральный научно-исследовательский институт геодезии, аэросъёмки и картографии (ЦНИИГАиК). В соответствии с распоряжением Правительства Российской Федерации от 19 февраля 2013 № 220-р эти работы были переданы Федеральному государственному бюджетному учреждению «Федеральный научно-технический центр геодезии, картографии и инфраструктуры пространственных данных» (ФГБУ «Центр геодезии, картографии и ИПД»), частью которого стал ЦНИИГАиК.
Внесению в Государственный каталог подлежат наименования географических объектов Российской Федерации, континентального шельфа и исключительной экономической зоны Российской Федерации, а также наименования географических объектов, открытых или выделенных российскими исследователями в пределах открытого моря и Антарктики. Государственный каталог создается и ведется в форме электронной базы данных с использованием автоматизированной информационной поисковой системы, обеспечивающей регистрацию, хранение и обновление информации, а также оперативную обработку, подготовку и выдачу по запросам пользователей зарегистрированных в Государственном каталоге сведений о наименованиях географических объектов. Государственный каталог является составной частью федерального картографо-геодезического фонда, находящегося в ведении Федеральной службы государственной регистрации, кадастра и картографии.
Пунктом 27 приказа Министерства экономического развития Российской Федерации от 27.03.2014 № 172 «Об утверждении Порядка регистрации и учёта наименований географических объектов, издания словарей и справочников наименований географических объектов, а также выполнения работ по созданию Государственного каталога географических названий и его ведения» определено безвозмездное предоставление по запросам заинтересованных физических и юридических лиц, органов государственной власти и органов местного самоуправления сведений и материалов из Государственного каталога географических названий.

## Содержание каталога
В каталоге содержатся следующие сведения:
- Регистрационный номер объекта в АГКГН
- Наименование географического объекта
- Варианты наименования (указаны не для всех объектов, выделены курсивом)
- Род объекта
- Административный район (указан для населённых пунктов)
- Географические координаты (с точностью до одной минуты или до одной десятой минуты)
- Привязка к другим географическим объектам (указана не для всех объектов)
- Номенклатурный номер листа топографической карты 1:100000
- Дата и основание снятия объекта с учёта (для ранее существовавших объектов)